# Carboxipenicilina

Estructura básica de la penicilina.

Las carboxipenicilinas son un grupo de antibióticos que pertenecen a la familia de las penicilinas antipseudomonas y comprenden la carbenicilina y ticarcilina. Estos medicamentos pueden ser administrada por vía intramuscular o como terapia intravenosa.

## Estructura química
Las carboxipenicilinas tienen un anillo betalactámico característico de todas las penicilinas, pero tienen un ácido carboxílico o un grupo ester como su cadena lateral.

## Indicaciones
Las carboxipenicilinas exhiben actividad antibacteriana en contra de las bacterias Gram negativas, incluyendo la Pseudomonas aeruginosa y las especies Proteus. Tienen muy poca actividad en contra de los patógenos Gram positivos como el Staphylococcus aureus, Enterococcus faecalis, y L. monocytogenes. En casos de septicemias causadas por Pseudomonas, estas penicilinas antipseudomónicas suelen ser administradas conjuntamente con un aminoglucósido (por ejemplo, gentamicina o netilmicina), puesto que poseen un efecto sinérgico. Las concentraciones elevadas de una carboxipenicilina, puede inactivar o disminuir la actividad de los aminoglucósidos.
Como las otras penicilinas, las carboxipenicilinas son sensibles a la enzima bacteriana betalactamasa. 